# Georges Charmoille
Gustave Charmoille (Franciaország, Villers-Chemin-et-Mont-lès-Étrelles, 1878. szeptember 16. – ?) francia tornász.
Az 1906. évi nyári olimpiai játékokon indult két egyéni tornaszámban. Az egyéni összetett 5 szeren és az egyéni összetett 6 szeren is bronzérmet szerzett. Ezt az olimpiát utólag az Nemzetközi Olimpiai Bizottság nem hivatalossá nyilvánította.
Az 1908. évi nyári olimpiai játékokon ismét indult egy egyéni tornaszámban. Egyéni összetettben a 26. helyen végzett.
Klubcsapata a De l’Abeille Lorraine de Nancy volt.